# Trương Tiến Anh
Trương Tiến Anh (sinh ngày 25 tháng 4 năm 1999) là một cầu thủ bóng đá người Việt Nam hiện đang thi đấu ở vị trí tiền vệ cánh hoặc hậu vệ cánh cho câu lạc bộ V.League 1 Viettel và đội tuyển bóng đá quốc gia Việt Nam.
Tiến Anh bắt đầu sự nghiệp bóng đá tại câu lạc bộ Viettel, có trận đấu chuyên nghiệp đầu tiên vào năm 2019 và giành chức vô địch quốc gia mùa 2020. Anh được truyền thông Việt Nam ví như truyền nhân của cựu cầu thủ Trương Việt Hoàng.

## Sự nghiệp quốc tế

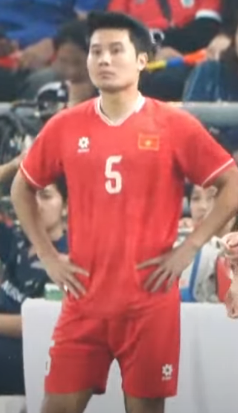
Tiến Anh chơi cho Việt Nam tại Giải vô địch bóng đá ASEAN 2024

THáng 6 năm 2023, Trương Tiến Anh có lần đầu tiên được gọi lên đội tuyển quốc gia Việt Nam, chuẩn bị cho 2 trận giao hữu với Hồng Kông và Syria. Ngày 15 tháng 6, anh ra mắt đội tuyển khi vào sân thay cho Hồ Tấn Tài trong trận đấu gặp Hồng Kông.

## Cuộc sống cá nhân
Năm 2017, nhờ thành tích xuất sắc trong màu áo U-20 Việt Nam, Trương Tiến Anh đã được đặc cách tuyển thẳng vào trường Đại học Thể dục Thể thao Bắc Ninh.

## Thống kê sự nghiệp

### Câu lạc bộ
Tính đến ngày 4 tháng 4 năm 2024
| Câu lạc bộ          | Mùa giải            | Giải đấu            | Giải đấu | Giải đấu | Cúp  | Cúp | Châu Á | Châu Á | Khác | Khác | Tổng cộng | Tổng cộng |
| Câu lạc bộ          | Mùa giải            | Hạng đấu            | Trận     | Bàn      | Trận | Bàn | Trận   | Bàn    | Trận | Bàn  | Trận      | Bàn       |
| ------------------- | ------------------- | ------------------- | -------- | -------- | ---- | --- | ------ | ------ | ---- | ---- | --------- | --------- |
| Viettel             | 2019                | V.League 1          | 15       | 1        | 0    | 0   | —      | —      | —    | —    | 15        | 1         |
| Viettel             | 2020                | V.League 1          | 8        | 0        | 2    | 0   | —      | —      | —    | —    | 10        | 0         |
| Viettel             | 2021                | V.League 1          | 7        | 0        | 0    | 0   | 6      | 0      | 0    | 0    | 13        | 0         |
| Viettel             | 2022                | V.League 1          | 18       | 0        | 1    | 0   | 3      | 0      | —    | —    | 22        | 0         |
| Viettel             | 2023                | V.League 1          | 18       | 0        | 5    | 1   | —      | —      | —    | —    | 23        | 1         |
| Viettel             | 2023–24             | V.League 1          | 22       | 0        | 0    | 0   | —      | —      | —    | —    | 22        | 0         |
| Tổng cộng sự nghiệp | Tổng cộng sự nghiệp | Tổng cộng sự nghiệp | 88       | 1        | 8    | 1   | 9      | 0      | 0    | 0    | 105       | 2         |

1. ↑  Số lần ra sân tại AFC Champions League
2. ↑  Số lần ra sân tại AFC Cup

### Quốc tế
Tính đến ngày 25 tháng 3 năm 2025
| Đội tuyển quốc gia | Năm       | Trận | Bàn |
| ------------------ | --------- | ---- | --- |
| Việt Nam           | 2023      | 6    | 0   |
| Việt Nam           | 2024      | 5    | 1   |
| Việt Nam           | 2025      | 3    | 0   |
| Tổng cộng          | Tổng cộng | 14   | 1   |

| No. | Ngày               | Địa điểm                            | Lần ra sân | Đối thủ    | Bàn thắng | Kết quả | Giải đấu |
| --- | ------------------ | ----------------------------------- | ---------- | ---------- | --------- | ------- | -------- |
| 1   | 9 tháng 1 năm 2024 | Al Egla Training Field, Doha, Qatar | 7          | Kyrgyzstan | 1–1       | 1–2     | Giao hữu |

## Danh hiệu
Viettel
- V.League 1: 2020

U-19 Việt Nam
- Giải vô địch U-19 Đông Nam Á á quân: 2015

Việt Nam
- Giải vô địch bóng đá ASEAN: 2024